# Peter Maunu
Peter Maunu (* 1953) ist ein US-amerikanischer Fusion-Musiker  (Gitarre, Synthesizer, auch Geige, Mandoline).

## Leben und Wirken
Maunu begann zunächst eine Karriere als klassischer Geiger, nachdem er als Jugendlicher ein Stipendium des San Francisco Conservatory of Music erhalten hatte. Unter dem Eindruck der Musik von Jimi Hendrix und The Beatles („Tomorrow Never Knows“. 1966) beschäftigte er sich mit den klanglichen Ausdrucksformen der E-Gitarre. Ab Mitte der 1970er-Jahre arbeitete er in den Bands und Studioorchestern von Claus Ogerman (Gate of Dreams; 1976), Billy Cobham (Magic, 1977), Jean-Luc Ponty (Cosmic Messenger, 1978), Bobby McFerrin (1982) und in der Fusionband The L.A. Express, in den folgenden Jahren mit Michael Wolff, The Commodores und The Pointer Sisters. Mit Mark Isham, Terry Bozzio, Peter Wolf und Patrick O’Hearn bildete Maunu 1984 die Formation Group 87, mit der (nach dem Debütalbum 1980) das Album A Career in Dada Processing entstand. Unter eigenem Namen legte er die Produktion Warm Sound in a Gray Field (Narada) vor.  Im Bereich des Jazz/Fusion war er zwischen 1976 und 1998 an 22 Aufnahmesessions beteiligt. Ab Mitte der 1980er-Jahre war er vorwiegend als Sessionmusiker für Filmmusiken tätig, u. a. mit Mark Isham. Zu hören war er auch auf Fred Lonberg-Holms Stirrup+6 Album The Avondale Addition (2020) und Mars Williams’ An Ayler Xmas Vol. 5 (2021).